# Écomusée des Pays-Bas
Vous pouvez aider à l'améliorer ou bien discuter des problèmes sur sa page de discussion.
- Il ne cite pas suffisamment ses sources. Vous pouvez indiquer les passages à sourcer avec {{référence nécessaire}} ou {{Référence souhaitée}}, et inclure les références utiles en les liant aux notes de bas de page. (Marqué depuis août 2024)
- Certaines informations devraient être mieux reliées aux sources mentionnées dans la bibliographie ou les liens externes. Améliorez sa vérifiabilité en les associant par des références. (Marqué depuis août 2024)

- Archive Wikiwix
- Bing
- Cairn
- DuckDuckGo
- E. Universalis
- Gallica
- Google
- G. Books
- G. News
- G. Scholar
- Persée
- Qwant
- (zh) Baidu
- (ru) Yandex
- (wd) trouver des œuvres sur Wikidata

L’écomusée des Pays-Bas (Nederlands Openluchtmuseum) est un musée néerlandais de plein air situé à Arnhem. Il offre un aperçu des conditions de vie aux Pays-Bas sur les 350 dernières années.

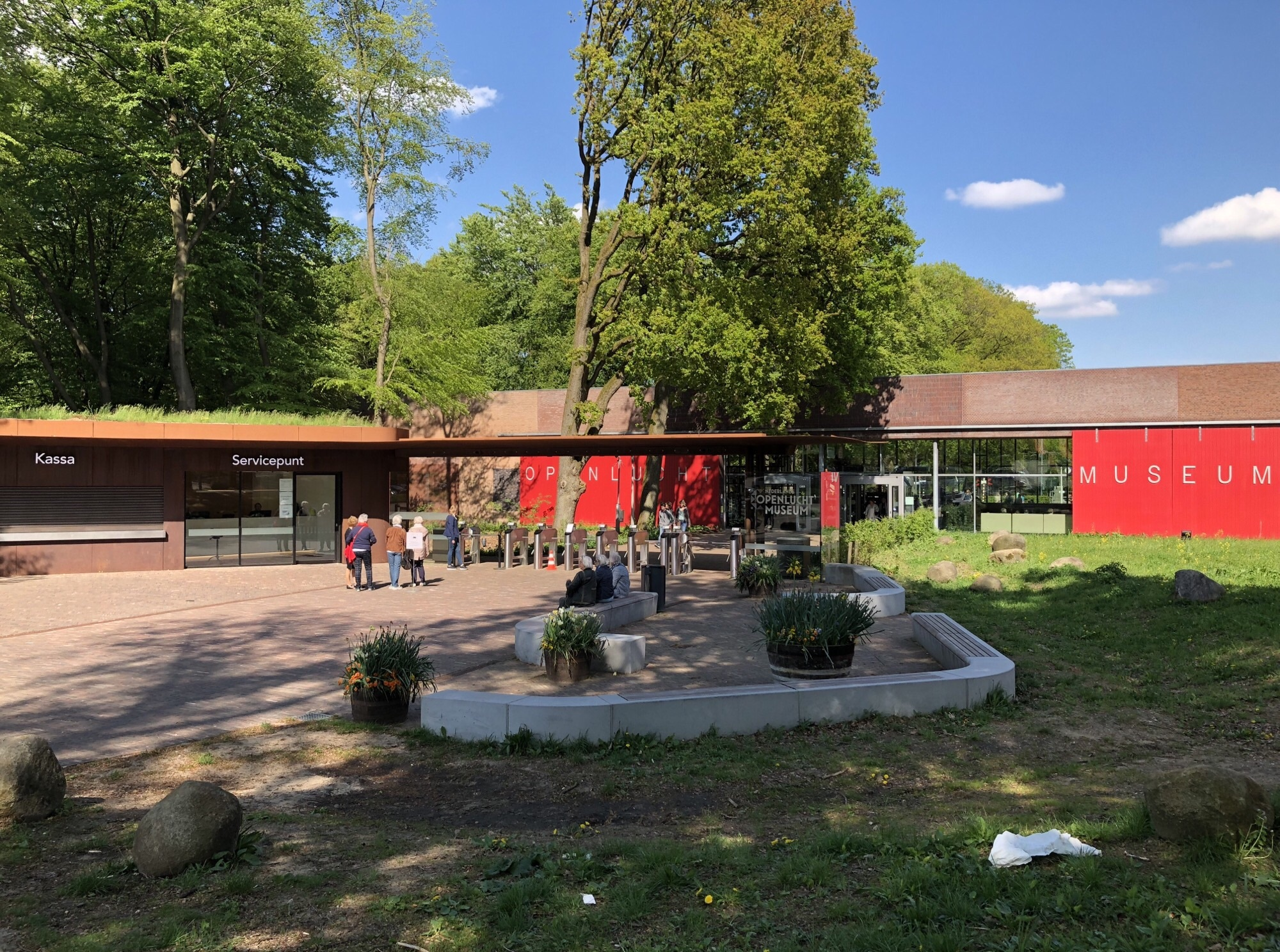
Entrée du musée.

## Histoire

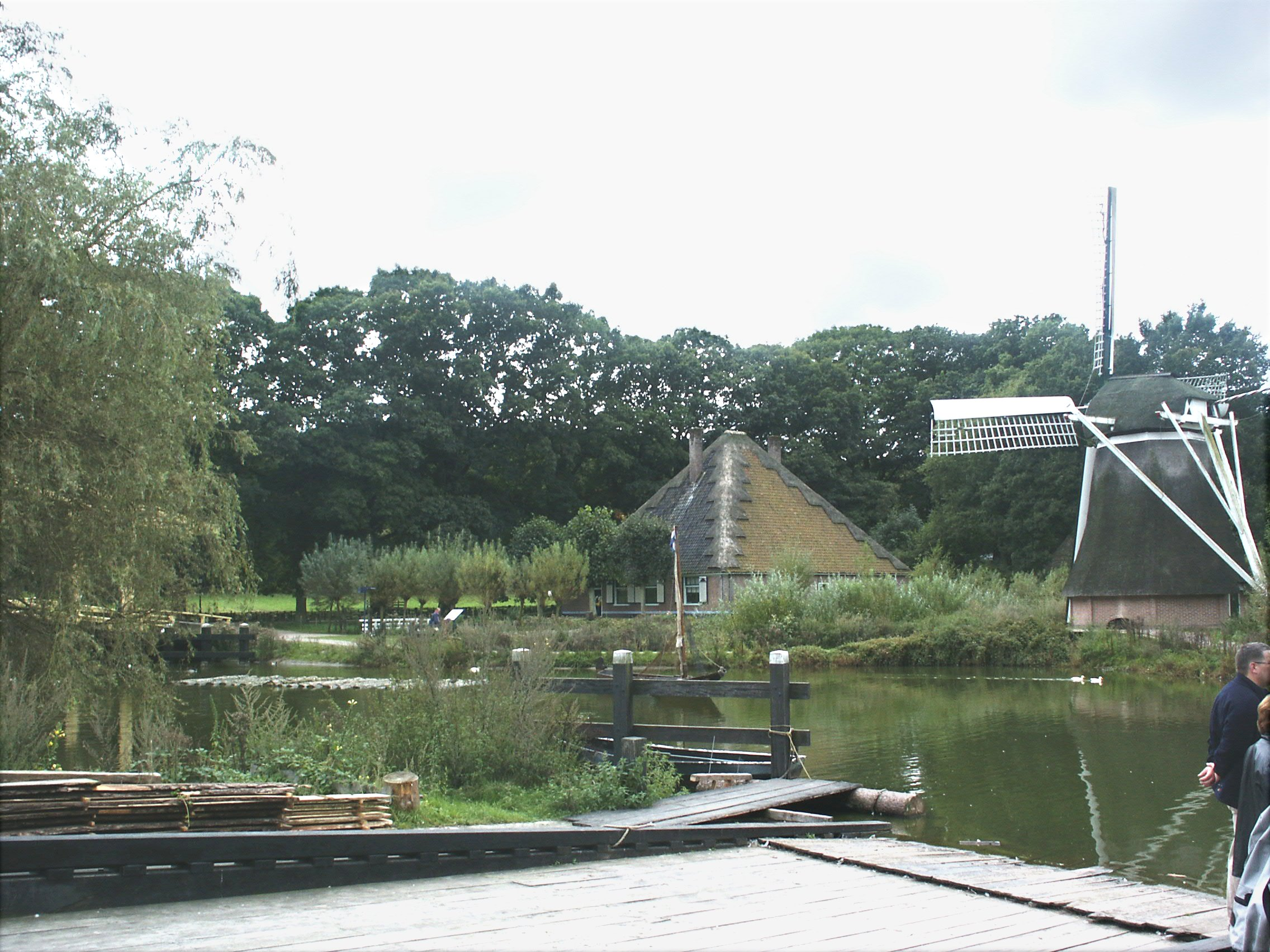
Ferme et moulin

En 1912, quelques citoyens d'Arnhem se proposèrent de préserver certaines facettes de la vie traditionnelle des Pays-Bas, menacées par les progrès d'une industrialisation galopante. Ils entreprirent tout d’abord la reconstitution du domaine de Waterberg. Dès 1918, le musée, regroupant six maisons traditionnelles reconstituées, ouvrait ses portes.
Pendant la Seconde Guerre mondiale, certaines de ces maisons factices ont hébergé des résistants et évacués. D'autres ont été détruites dans les combats, causant la perte irréparable d'habits et de meubles anciens.
Faute de visiteurs, le musée a été menacé de fermeture en 1987 ; un effort a été entrepris depuis pour proposer des animations. La renaissance du musée a bénéficié de l'inauguration de l'autoroute en 1996. Certaines expositions concernent l'Outre-mer, comme celle des Moluques.
En 2005, cet écomusée a été consacré « Musée européen de l'année. »

## Architecture

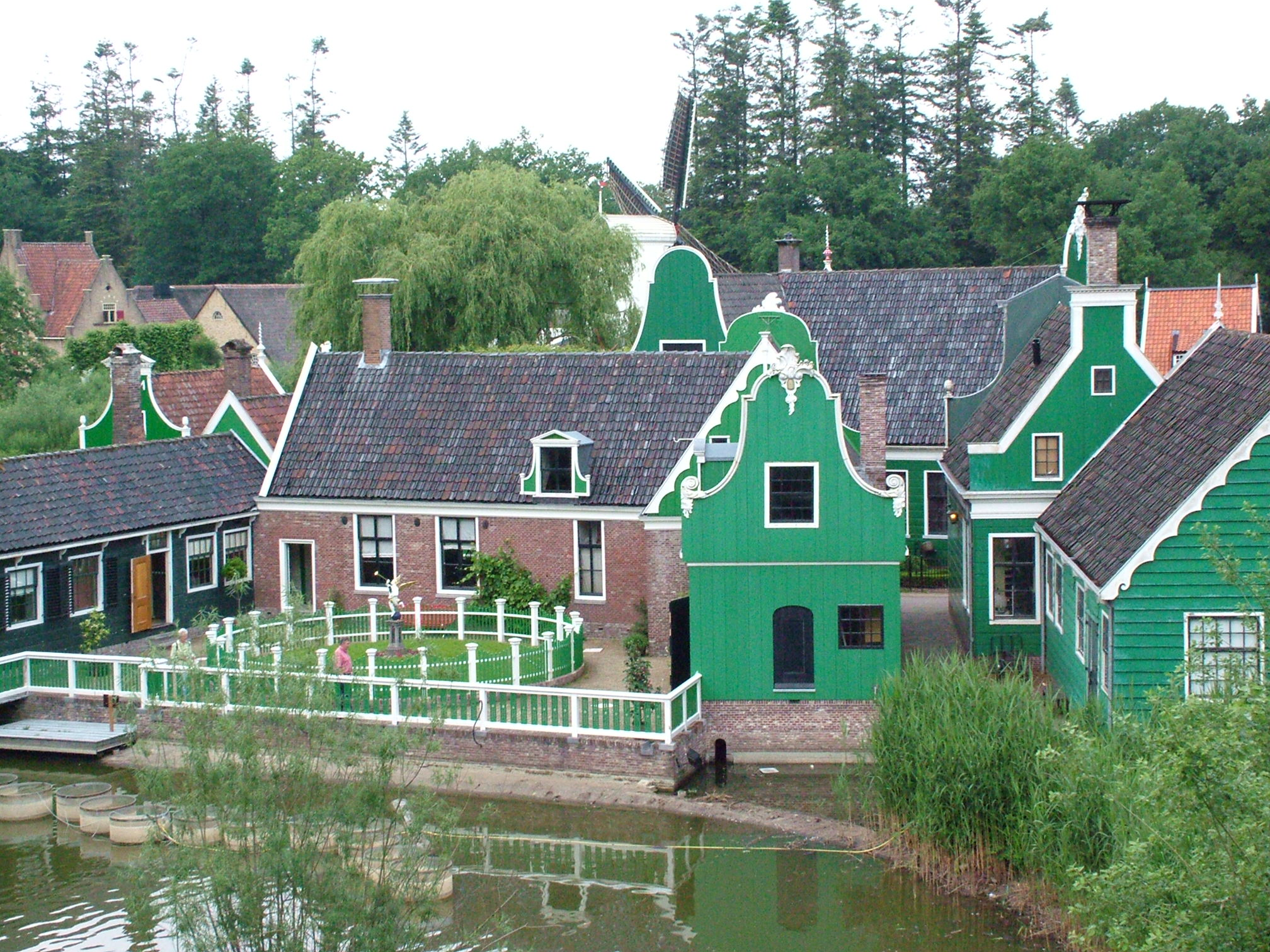
Un groupe de maisons.

Cet écomusée, le plus vaste et le plus ancien des Pays-Bas, propose 80 maisons reconstituées à visiter. Outre des fermes et des cottages de toutes les provinces, on peut y voir quelques ateliers et manufactures (entre autres une laiterie, un chantier naval et une brasserie), une église typique de la Zélande et une petite ville avec ses marchands, des jardins. Les groupes de maisons sont séparés par une  autoroute, qui rappelle celle qui desservait Arnhem jusqu'à la deuxième guerre mondiale.
Un spectacle interactif, Hollandrama, retrace l'histoire des Pays-Bas.
En été, certaines de ces maisons sont habitées et les ateliers sont actifs et l'on peut aller dans des auberges. Une ferme est réservée aux enfants pour qu'ils découvrent la vie paysanne d'autrefois.

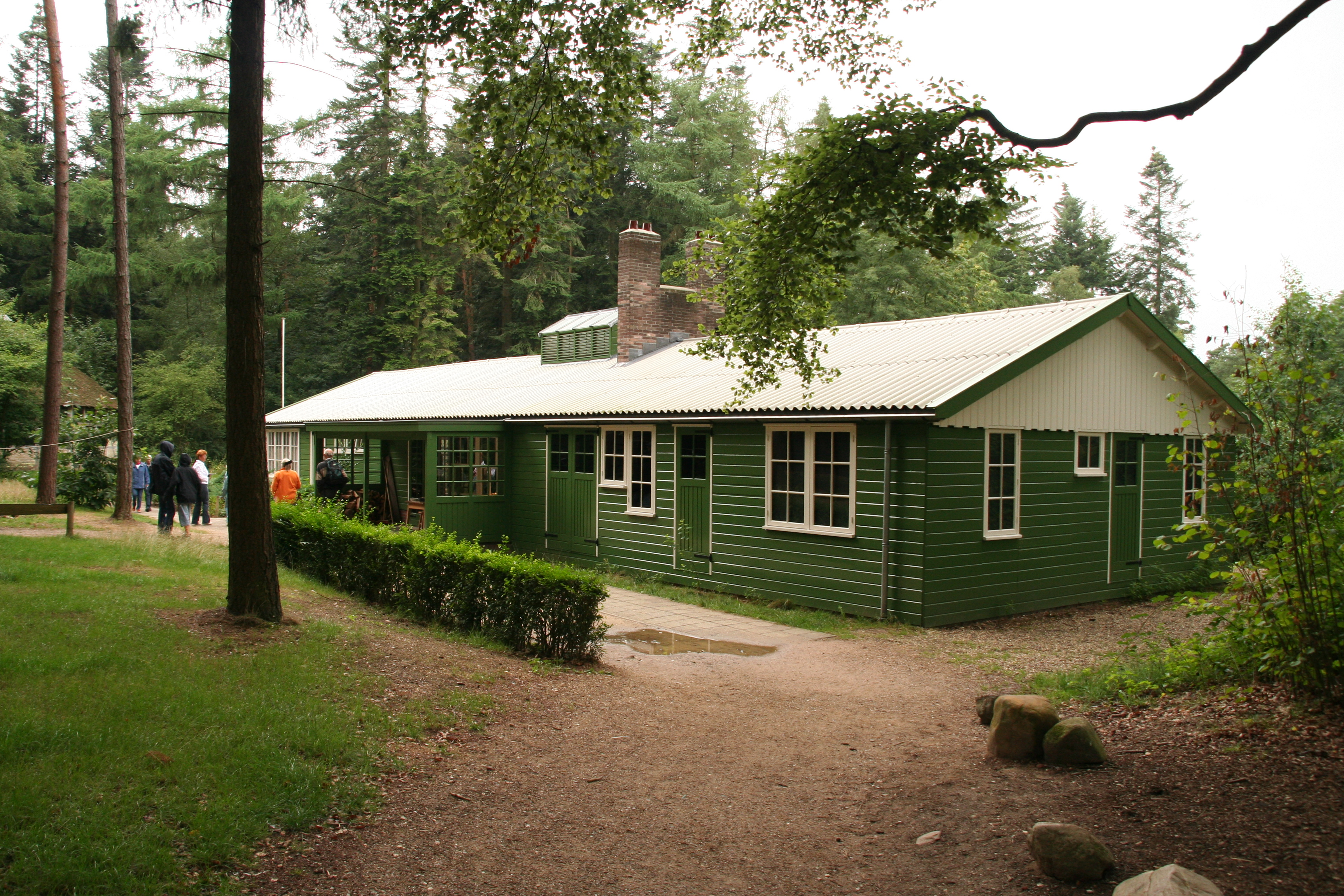
Baraque des îles Moluques de Lage Mierde
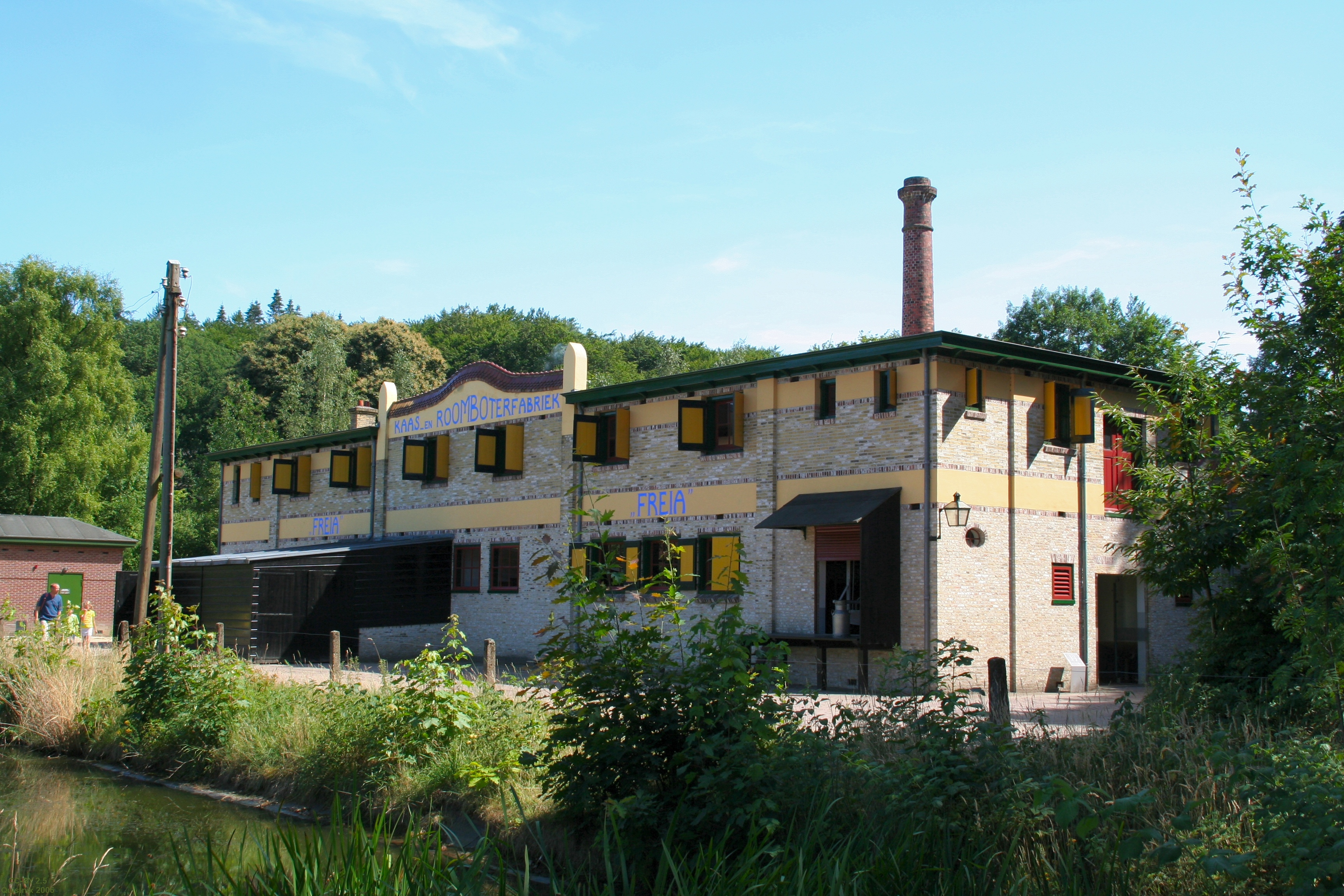
La laiterie „Freia“ de Veenwouden
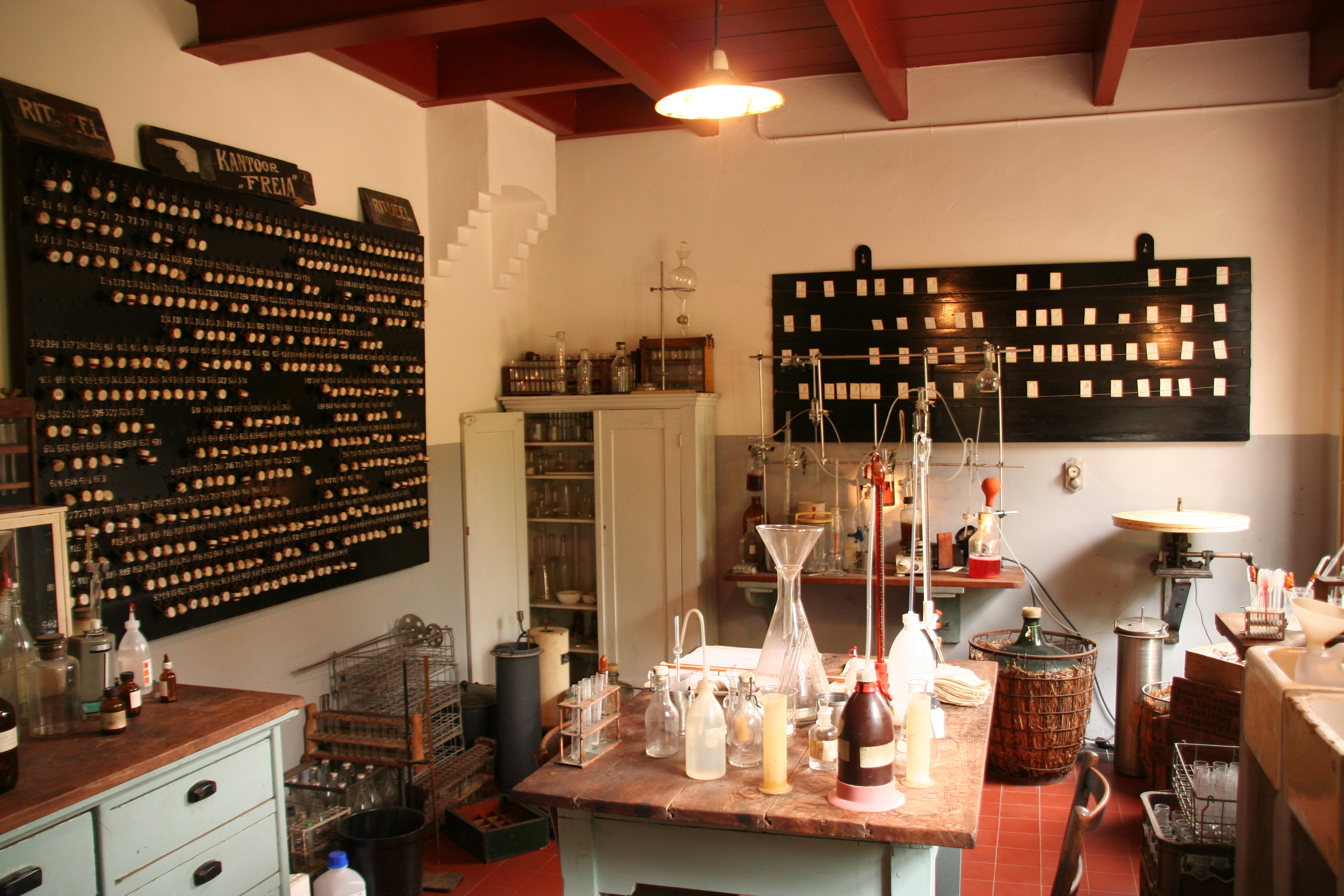
Le travail à la laiterie.
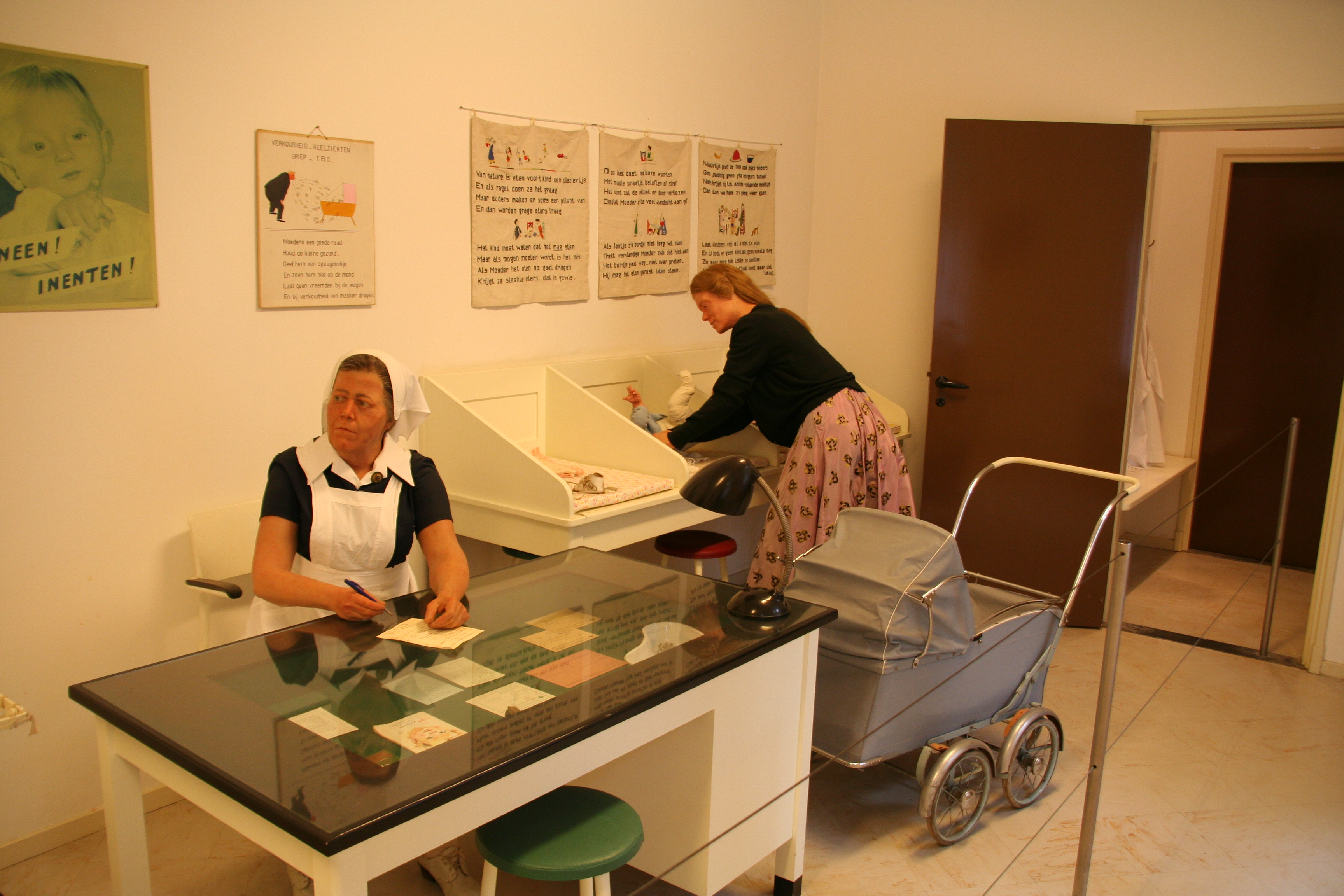
Une clinique des lazaristes à Wessem
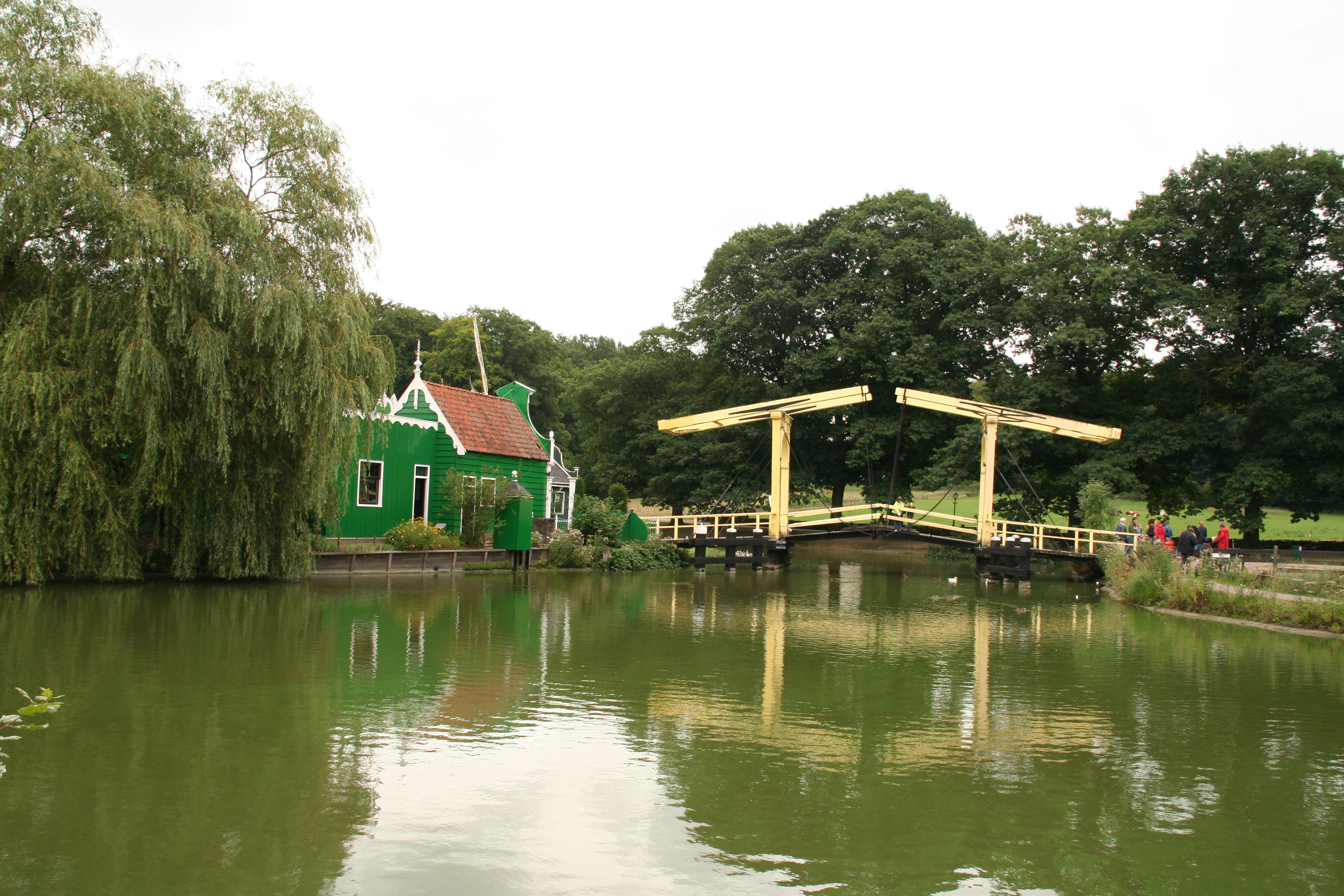
Pont basculant d'Ouderkerk-sur-l'Amstel
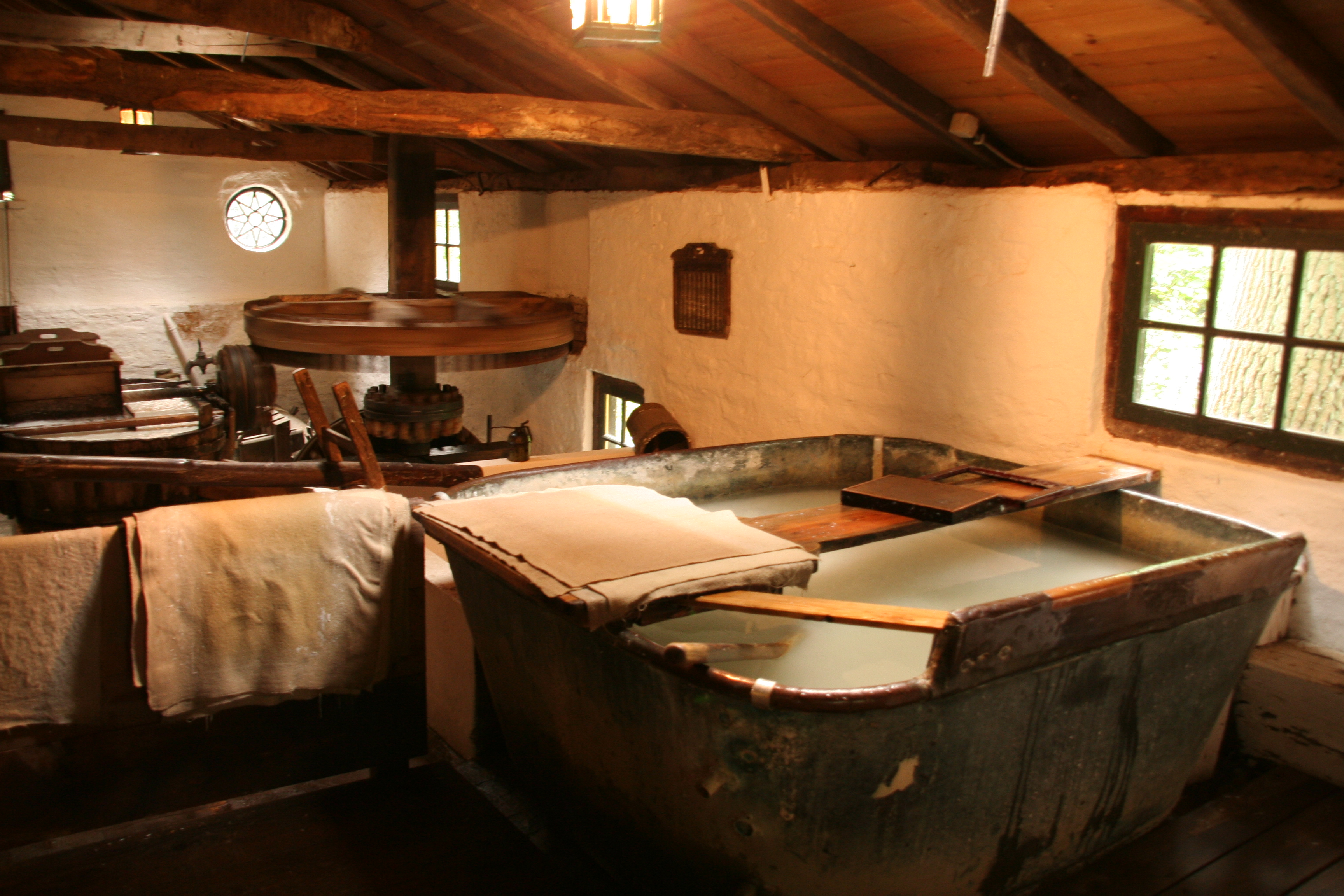
Fabrication de papier au moulin du musée
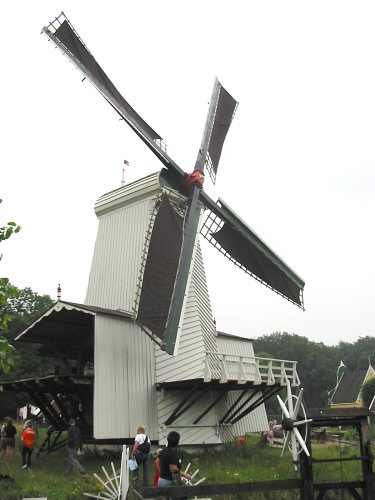
Moulin sur tourelle „Mijn Genoegen“ de Numansdorp
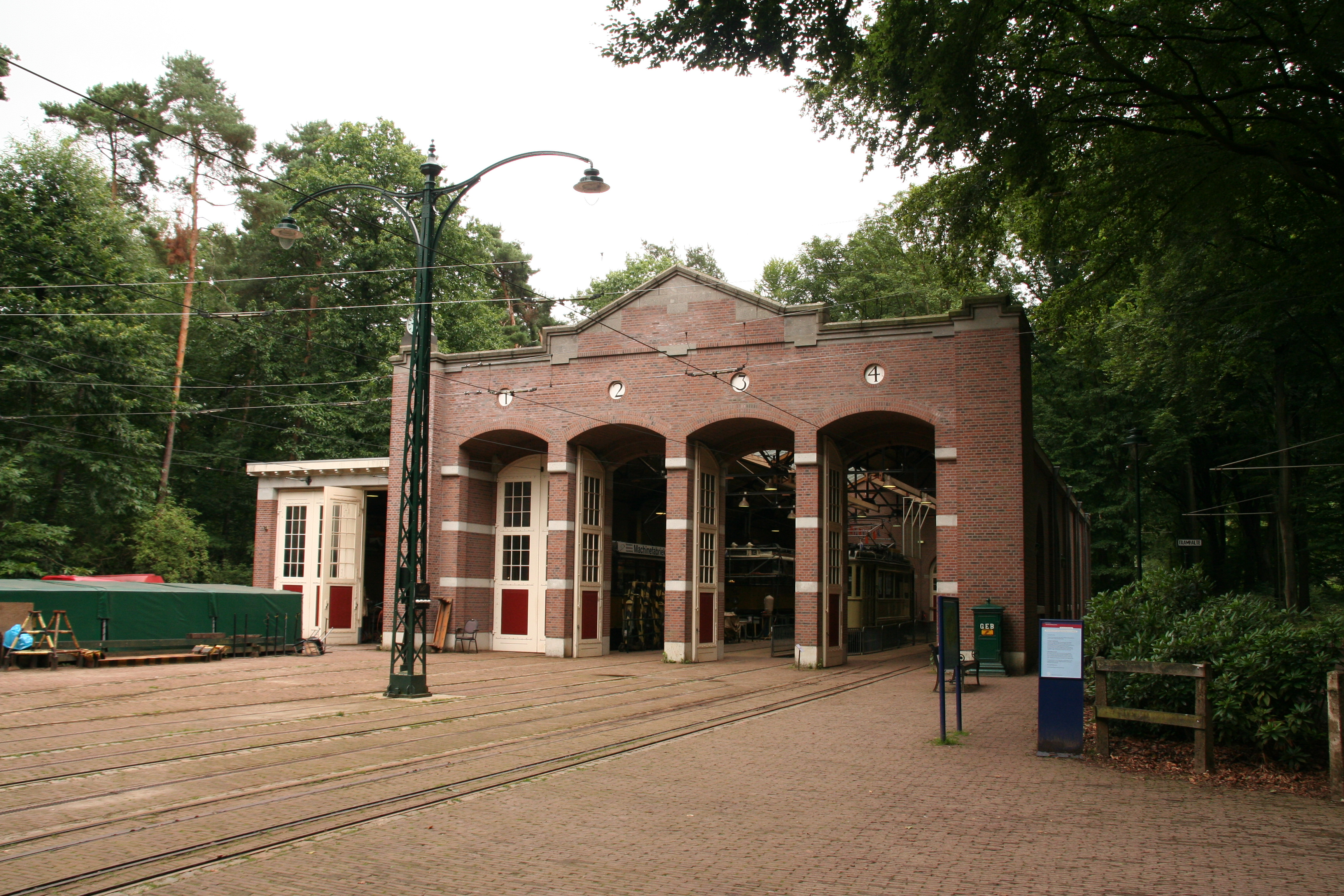
Le dépôt des tramways historiques
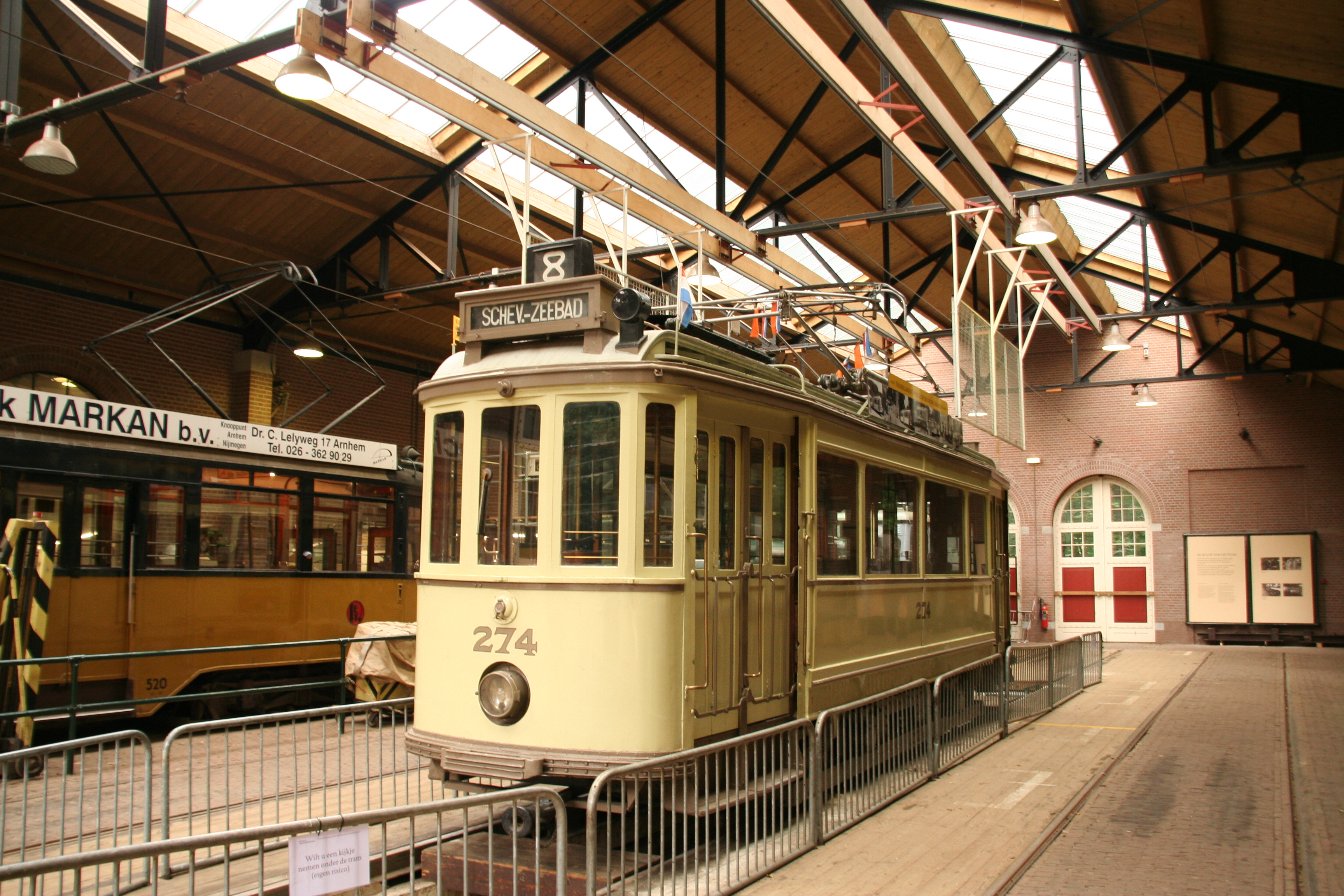
Tramway de La Haye (1921) au dépôt
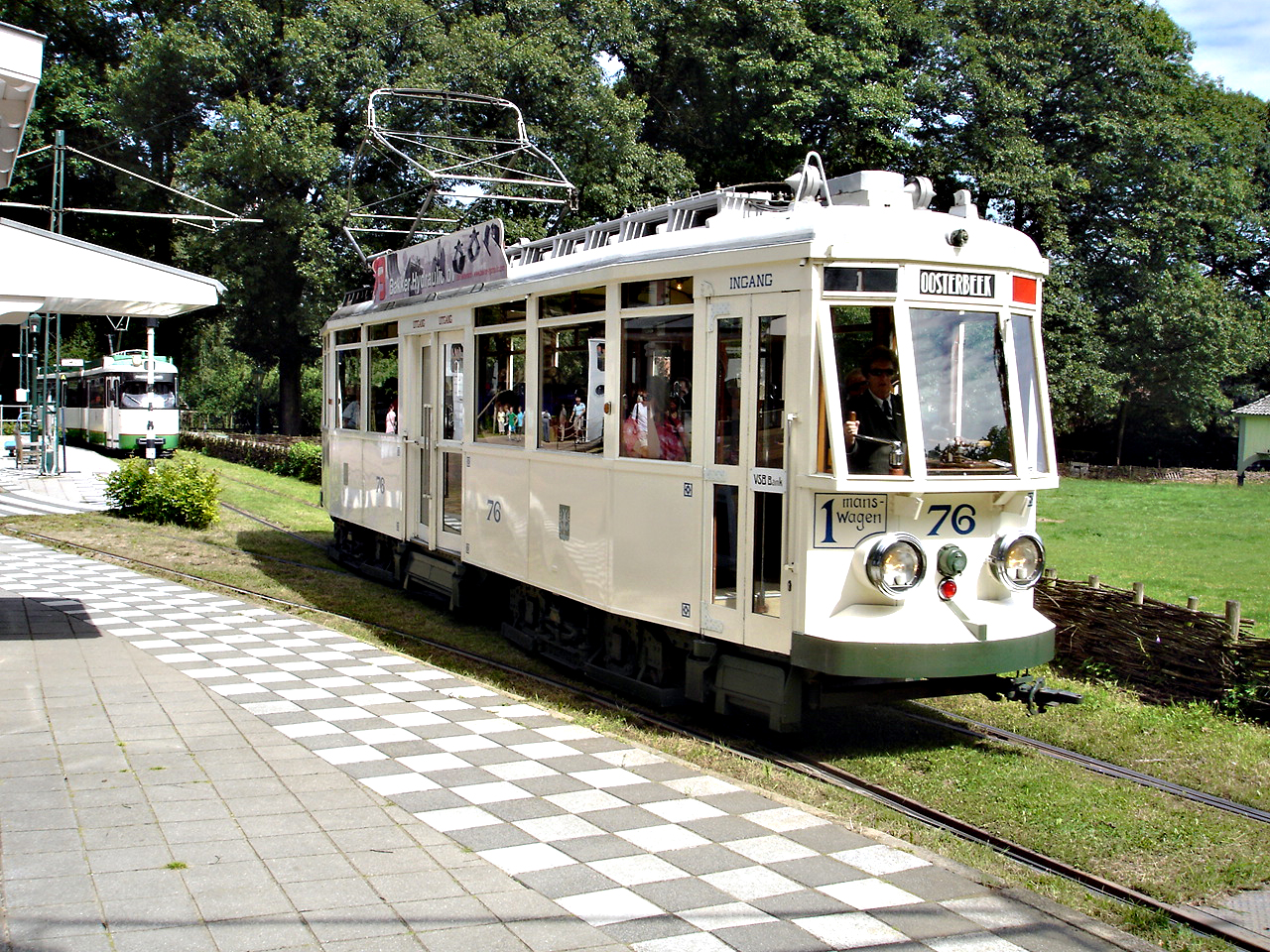
Tramway d'Arnhem : Motrice de 1929; reconstruite en 1998.
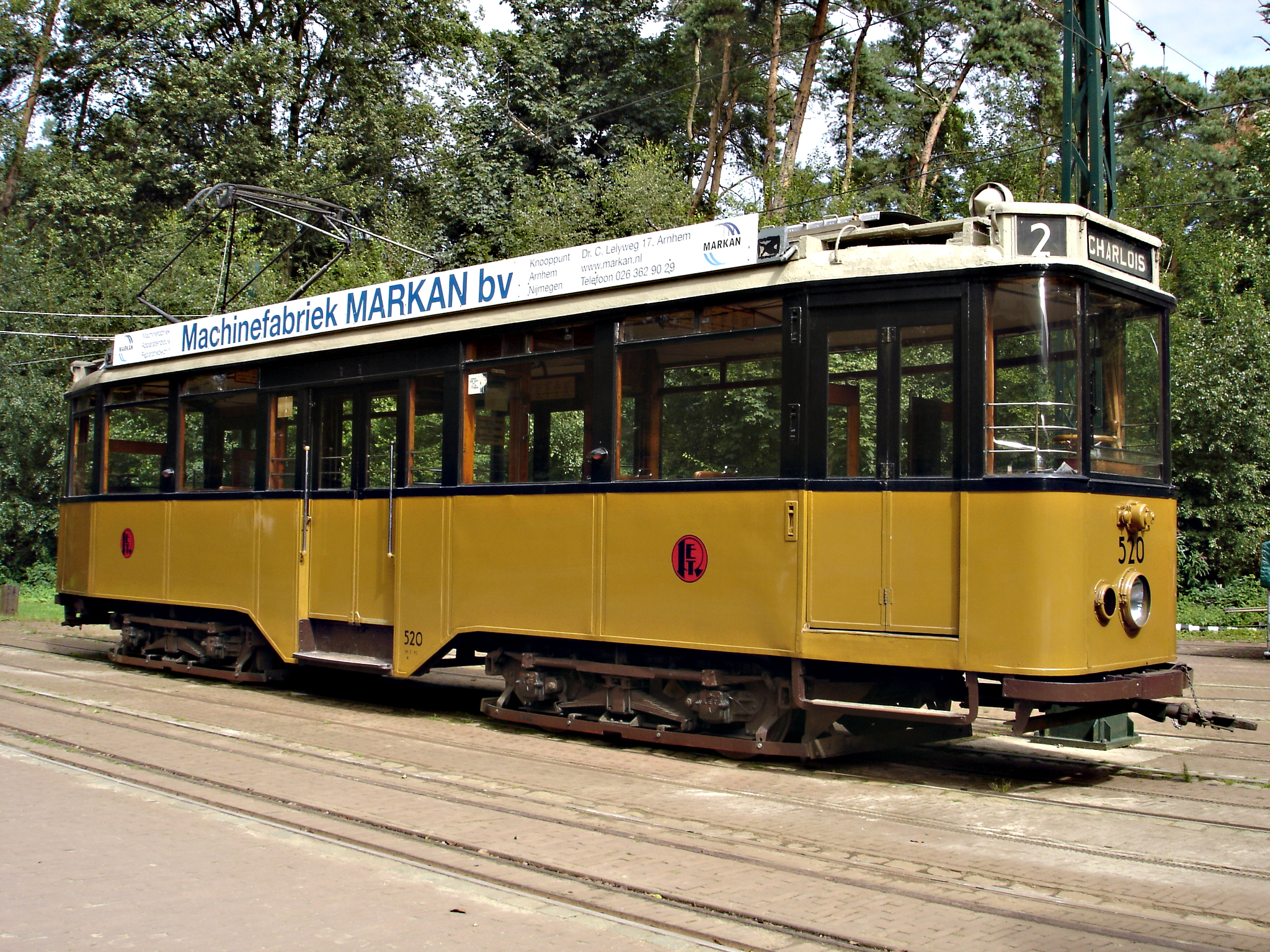
Tramway de Rotterdam : motrice de 1931.

## Voir également
- (de) Cet article est partiellement ou en totalité issu de l’article de Wikipédia en allemand intitulé « Nederlands Openluchtmuseum » (voir la liste des auteurs).
- (nl) Les tramways du musée d'Arnhem